# Internationales Abendsportfest Koblenz
Das Internationale Abendsportfest war eine Leichtathletikveranstaltung in Koblenz.
Es wurde von 1960 bis 1992 jährlich im August im Stadion Oberwerth vor meistens 20.000 Zuschauern durchgeführt. Dann genügte der Etat nicht mehr, um gegen die Konkurrenz der großen Treffen zu bestehen. Die Antrittsgelder der Weltklasseathleten waren stark gestiegen und 1993 schlossen sich Berlin, Oslo, Zürich und Brüssel zu den Golden Four zusammen und zogen damit die Medien- und Sponsorenaufmerksamkeit auf sich.
Als Ableger des Abendsportfests etablierten die Veranstalter 1983 das Mini-Internationale. Es wird im Mai für Mittel- und Langstrecken durchgeführt und fand 2013 zum 31. Mal statt.

## Aufgestellte Rekorde
In Koblenz wurden vier Weltrekorde, fünf Europarekorde und elf DLV-Rekorde aufgestellt.
| Weltrekorde     | Weltrekorde                                                                     | Weltrekorde             | Weltrekorde |
| Datum           | Sportler                                                                        | Disziplin               | Zeit        |
| --------------- | ------------------------------------------------------------------------------- | ----------------------- | ----------- |
| 27. August 1980 | Steve Ovett                                                                     | 1500-Meter-Lauf         | 3:31,36 min |
| 26. August 1981 | Steve Ovett                                                                     | Meile                   | 3:48,40 min |
| 31. August 1983 | Edwin Moses                                                                     | 400-Meter-Hürdenlauf    | 47,02 s     |
| 23. August 1989 | Santa Monica Track Club (Danny Everett, Leroy Burrell, Floyd Heard, Carl Lewis) | 4-mal-200-Meter-Staffel | 1:19,38 min |